# The Feudists

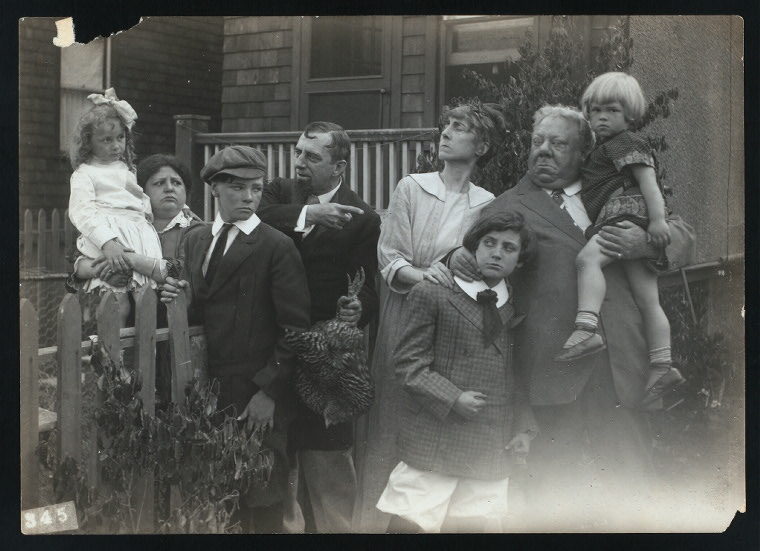
Una scena del film

The Feudists è un cortometraggio muto del 1913 diretto da Wilfrid North. Il film, una commedia basata su un soggetto di James Oliver Curwood, è interpretata da Sidney Drew e dalla coppia formata da John Bunny e Flora Finch, due attori che diventarono molto popolari recitando insieme in numerose pellicole comiche.

## Produzione
Il film fu prodotto dalla Vitagraph Company of America

## Distribuzione
Distribuito dalla General Film Company, il film -un cortometraggio in due bobine - uscì nelle sale cinematografiche statunitensi il 23 agosto 1913.